# Aatif Chahechouhe
Aatif Chahechouhe (ur. 2 lipca 1986 w Fontenay-aux-Roses) – marokański piłkarz pochodzenia francuskiego, grający na pozycji pomocnika lub napastnika. Zawodnik klubu Fenerbahçe SK.

## Kariera
Chahechouhe zakończył sezon 2013/2014 będąc królem strzelców ligi tureckiej. Trafił 17 bramek i pomógł Sivassporowi zająć piąte miejsce w lidze.

## Sukcesy

### Indywidualne
- Król strzelców Süper Lig: 2013/2014